# Enevold Sørensen
Enevold Frederik Adolf Sørensen, född den 21 september 1850 i Karrebæksminde, död den 1 februari 1920 i Köpenhamn, var en dansk publicist och politiker.
Sørensen avlade 1869 folkskollärarexamen och var sedan informator, men blev 1872 det av Christen Berg nyuppsatta Kolding Folkeblads redaktör. I nära 30 år ledde han med skicklighet och självständighet denna tidning, som han skaffade både spridning och inflytande; efter hand erhöll den i 7 västjylländska tidningar avläggare, som senare blev självständiga. Åren 1894–1901 var han ordförande i Foreningen af Venstreblade i Danmark. Åren 1887–1892 var Sørensen folketingsman, en post, som han ånyo innehade 1898–1910, under denna tid för Bergs forna krets Kolding. År 1901 blev han inrikesminister i första vänsterministären, och 1905–1909 var han ecklesiastikminister. Åren 1910–1918 var han kungavald landstingsman.

## Utmärkelser
- Riddare av Dannebrogorden,  1902[2]
- Dannebrogsmännens hederstecken,  1903[2]
- Kommendör av Dannebrogorden,  1905[2]
- Kommendör av första graden av Dannebrogorden,  1908[2]

[Redigera Wikidata]